# Spišská Belá

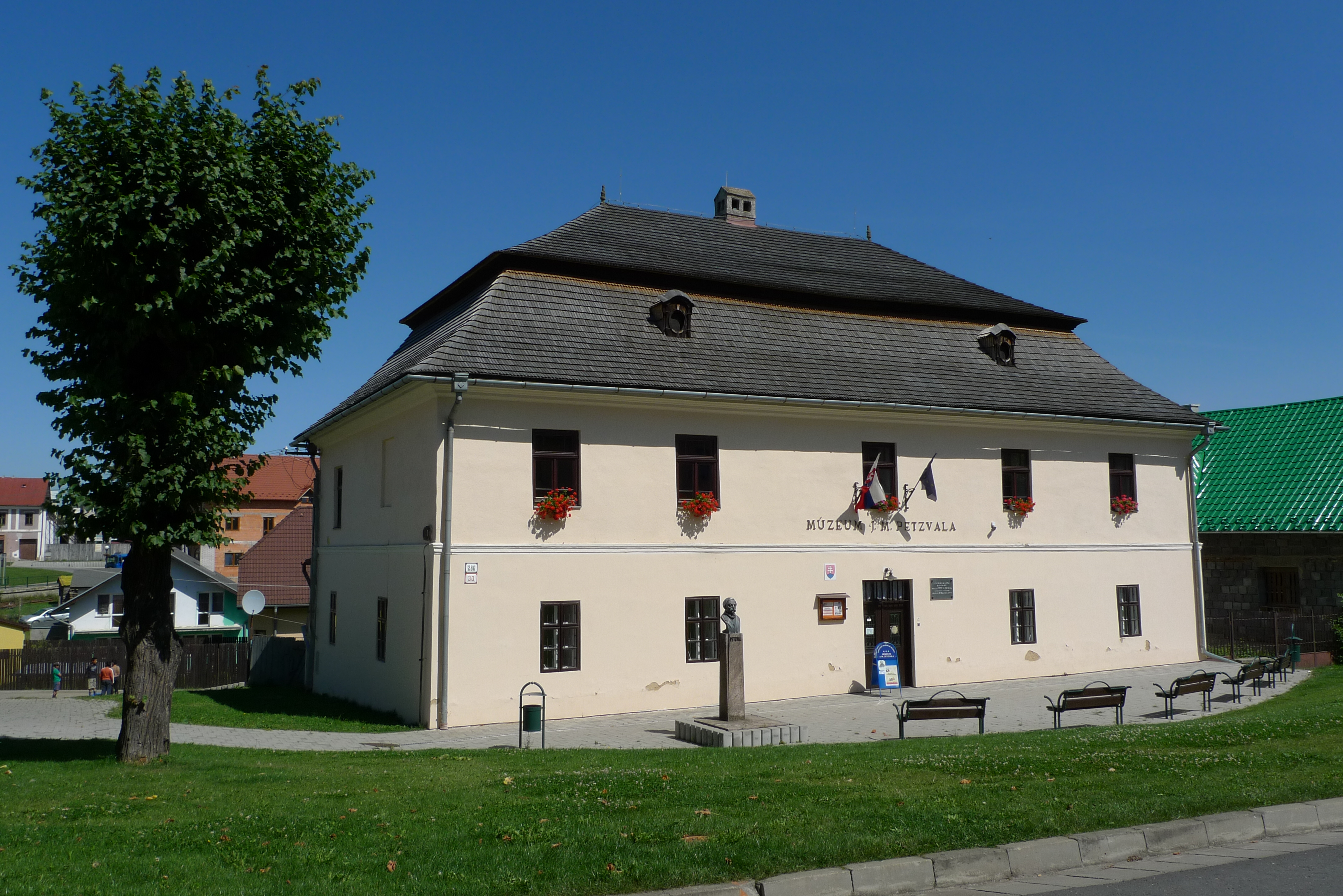
Museo József Miksa Petzval.

Spišská Belá (Zipser Bela en alemán, Szepesbéla en húngaro, Biała Spiska en polaco) es una ciudad del este de Eslovaquia, en la región de Prešov y distrito de Kežmarok.

## Características generales
Se dispone de referencias a la ciudad desde 1263, disponiendo de derechos como ciudad desde 1271. Su centro está considerado como centro histórico y dispone de una iglesia construida en el siglo XV aunque su torre se remonta 1271.
El científico e inventor Jozef Mikuláš Petzval nació aquí en 1807.
La población tiene bastante homogeneidad, así en 2001 el 94,82% de los habitantes eran eslovacos, un 3,18% eran gitanos, el 0,31% eran checos y el 0,26% eran alemanes. Con relación a las creencias religiosas la distribución era un 85,46% católicos, un 4,61% de personas sin afiliación religiosa, un 3,49% de luteranos y un 1,22% de ortodoxos.

## Demografía
| Año        | 1994 | 2004    | 2014    | 2024    |
| ---------- | ---- | ------- | ------- | ------- |
| Población  | 5798 | 6175    | 6568    | 6660    |
| Diferencia |      | +6,50 % | +6,36 % | +1,40 % |

| Año        | 2023 | 2024    |
| ---------- | ---- | ------- |
| Población  | 6659 | 6660    |
| Diferencia |      | +0,01 % |

## Ciudades hermanadas
- Polonia, Choszczno
- Alemania, Bruck
- Polonia, Ożarów
- Polonia, Szczawnica